# 이탈리아 왕국 해군
이탈리아 왕국 해군(Regia Marina)은 1861년부터 1946년까지 존재하였으며, 현재 이탈리아 해군(Marina Militare)의 전신이다. 이 해군은 보오전쟁, 이탈리아-투르크 전쟁, 제1차 세계 대전, 스페인 내전, 제2차 세계 대전에 참전한 경력을 가지고 있다.

## 기원
이탈리아 왕국 해군은 이탈리아 왕국의 형성을 선언한 후 1861년 3월 17일에 설립되었다. 샤르데냐 왕국이 이탈리아 반도의 다양한 주들의 통합이었던 것처럼, 비록 주요 구성 요소들은 이전 왕국인 사르데냐와 나폴리의 해군들이었지만, 이탈리아 왕국 해군은 그 주들의 해군들로부터 형성되었다. 새로운 해군은 돛과 증기 모두를 동력으로 하는 상당한 수의 배들과 구성 요소들, 특히 샤르데냐와 나폴리의 그것들의 긴 해군 전통을 물려받았지만, 또한 몇몇 주요한 핸디캡들로 고통을 받았다.
첫째, 그것은 통일성과 응집력의 부족으로 고통을 받았다. 이탈리아 왕국 해군는 장비, 표준 및 실습의 이질적인 혼합물이었고, 심지어 다양한 이전 해군의 장교들 사이의 적대감을 보았다. 이러한 문제들은 제노바와 나폴리에 별개의 장교 학교들이 계속되는 것에 의해 더 복잡하게 되었고, 1881년 리보르노에 통일된 해군 사관학교가 개교하기 전까지 완전히 해결되지 않았다.
둘째, 통일은 1858년 프랑스가 글루아르를 진수하고, 이후 1862년 USS 모니터와 CSS 버지니아 간의 전투로 대표되는 해군 기술과 전술이 비약적으로 발전하는 시기에 이루어졌다. 이러한 혁신은 오래된 군함을 빠르게 쓸모없게 만들었다. 이탈리아는 필요한 현대적인 선박을 건조할 수 있는 조선소나 기반 시설을 갖추지 못했지만, 당시 해군 장관이었던 카를로 디 페르사노 제독은 외국의 야적장에서 군함을 구입할 수 있는 상당한 계획을 수립했다.

## 제1차 세계 대전
1914년 이전, 이탈리아 왕국은 6척의 드레드노트 전함을 만들었다. (원형으로 단테 알리에리, 콘테 디 카부르급의 줄리오 체사레, 콘테 디 카부르, 레오나르도 다빈치, 안드레아 도리아급의 안드레아 도리아, 둘리오) 하지만, 그들은 제1차 세계 대전에서 어떤 중요한 해군 활동에도 참여하지 않았다.
전쟁 기간 동안, 이탈리아 왕국 해군은 오스트리아-헝가리 제국 해군에 대항하며 아드리아 해에서 소규모 해전을 했다. 그 결과로 발생한 제1차 세계 대전 아드리아 해 전역은 주로 이탈리아의 아드리아 해안에 대한 오스트리아-헝가리 해안 폭격과 지중해로의 광범위한 독일/오스트로-헝가리 잠수함 전쟁으로 구성되었다. 연합군은 주로 아드리아 해 안에서 오스트리아-헝가리 해군을 저지하는 데 제한을 두었고, 이는 수면 부대 측면에서 성공했지만, 전쟁 전체 동안 안전한 항구와 이 지역을 드나들기 쉬운 통로를 찾은 잠수함에는 실패했다. 제1차 세계 대전의 해군 전쟁에서 상대적으로 작은 부분으로 여겨졌지만, 그럼에도 불구하고 그것은 상당한 병력을 묶었다.
대부분의 전쟁에서 이탈리아 해군은 오스트리아-헝가리 해군에게 가능한 한 모든 곳을 피했다. 이탈리아 함대는 1915년 구축함 터빈을 오스트리아-헝가리 함대 중거리함에 잃었고, 기갑순양함 아말피는 1915년 7월 7일 오스트리아 잠수함 U-26에 의해 침몰했으며, 기갑순양함 주세페 가리발디는 1915년 7월 18일 오스트리아 잠수함 U-4에 의해 침몰했으며, 기갑순양함 베네데토 브린디 (1915년 9월 27일)는 브린디시에서, 기갑순양함 레오나르도 다빈치는 (비록 오스트리아군의 방해설이 있었지만) 잡지의 폭발로 인해 타란토에서 각각 침몰했다. 오스트리아는 또한 1916년 6월 8일 이탈리아 무장 상선 SS 프린시페 움베르토를 침몰시켰다. 아드리아해에서 병력을 수송하는 동안, 이 배는 오스트리아-헝가리 U-5호에 의해 1,926명의 사상자를 내며 침몰했다. 이는 제1차 세계 대전의 인명 면에서 최악의 해군 참사였다.
전쟁의 후반분에서 이탈리아 왕국 해군은 1918년 6월 10일 아드리아해에서 오스트리아-헝가리 전함 스젠트 이스반을 침몰시키는 데 성공한 MAS 보트를 개발했다. 그리고 두 명의 남자를 태운 초기 유형의 인간 어뢰(코드명 미그나타(Mignatta)는 폴란드 항구에 진입하여 이른 시간 동안 두 개의 자기 기뢰를 심었고, 이 폭발로 인해 상당한 인명 손실과 함께 오스트리아-헝가리 기함인 SMS 비리버스 유니티스가 침몰했다. 전함 SMS 테제토프는 1919년 전쟁 배상으로 이탈리아에 넘겨졌다.

## 제2차 세계 대전
1940년 6월 10일, 독일의 프랑스 침공 이후, 이탈리아 왕국은 프랑스와 영국에 전쟁을 선포하고 제2차 세계 대전에 돌입했다. 이탈리아의 독재자 베니토 무솔리니는 지중해의 통제를 그의 "신 로마 제국"을 니스, 코르시카, 튀니스 그리고 발칸 반도로 확장하기 위한 필수적인 전제 조건으로 여겼다. 그의 재임 기간 동안 이탈리아의 해군 건설은 가속화되었다. 무솔리니는 지중해를 "우리의 바다"라고 묘사했다.
선전포고가 있기 전, 이탈리아 육군과 공군은 프랑스 침공에서 국경을 넘어 패배한 프랑스군을 공격할 준비를 했다. 반면, 이탈리아 해군은 이탈리아와 리비아, 동아프리카 식민지 사이의 통신선을 확보할 준비를 했다. 이탈리아 최고사령부는 이탈리아 해군 사령부(수페르마리나)가 방어가 약한 몰타를 점령하기 위해 고안한 계획을 승인하지 않았고, 이것은 중대한 실수임을 증명했다. 영국 최고사령부는 이탈리아와 시칠리아, 리비아에 있는 이탈리아 공군기지가 가깝기 때문에 몰타를 방어할 수 없다고 생각했고, 섬들의 방어를 강화하는 데 거의 노력하지 않았다. 그래서 전쟁 초기에 몰타섬에는 42대의 대공포와 12대의 함재전투기 씨 글라디에이터 (Sea Gladiator)만이 있었고, 절반은 부두에 컨테이너 안에 있었다.
전쟁에 돌입하면서 이탈리아 해군은 여러 가지 제약을 받고 운영되었다. 상당한 자산을 확보해 영국 해군에 지중해 통제권을 도전할 수 있었지만 레이더와 음파 탐지기 같은 첨단기술를 도입하는 것에는 중점을 두지 않았다. 이는 이탈리아 선박이 야간 교전이나 악천후 속에서 영국 군함들의 접근을 감지할 수 없다는 것을 의미했다. 교전 시 목표물의 위치를 시각적으로 파악할 수 있어야만 함포의 사정거리를 조정할 수 있었다.
이탈리아 해군에는 지중해 영유권을 다투기 위한 6척의 전함이 있었는데, 전쟁이 발발하자 가장 현대적인 4척이 다시 진수되었다. 이탈리아인들은 전함 6척 외에 순양함 19척, 구축함 59척, 어뢰정 67척, 잠수함 116척을 보유하고 있었다. 이탈리아 왕국 해군에는 사정거리가 좋은 빠른 신형 순양함이 다수 있었지만, 구형은 무게가 가볍고 방어갑판도 충분하지 않았다. 이탈리아 함대는 숫적으로 강력했지만 구형 함정이 많았고, 일반적으로 해상에서 선원 훈련을 받을 시간이 부족했다.
이탈리아는 원자재가 부족해 전쟁이 진행되는 동안 새 전함을 건조하는 데 큰 어려움을 겪을 것이라는 뜻이었다. 그래서 수페르마리나는 이 배를 조심스럽게 다루었다. 해상에서 연합군 지휘관들은 상황에 따라 자신들의 배와 싸울 수 있는 상당한 수준의 자율성과 재량을 가지고 있었지만, 이탈리아 지휘관들은 자신들의 배를 잃을 수도 있는 교전에서 자신들의 병력을 투입하기 전에 본부와 상의해야 했다. 그로 인해 이탈리아군이 확실한 우위를 점하고 있을 때도 결정과 행동에 도달하는 데 지연이 발생했다. "해츠 작전"에서 이탈리아 해군은 우월한 병력을 보유하고 있었지만 기회를 이용하기 위해 그들을 투입하지 못한 사례가 발생했다.
지중해 전투를 지배한 호송 지원 및 요격 전투에서 또 다른 핵심적인 단점은 독일 암호기 에니그마를 해독하는 데 있어 영국군에게 부여된 정보 이점이었고, 이를 통해 이탈리아 호송 경로, 출발 시간, 도착 시간, 호송대를 구성하는 주요 정보를 제공했다.
이탈리아 왕국 해군(Regia Marina)의 군함들은 잘 디자인되었다는 일반적인 평판을 얻었다. 이탈리아 소형 공격기는 기대에 부응했고 지중해에서 많은 성공적인 작전을 수행했다. 이탈리아 군함에는 레이더가 없었지만 좋은 광학 거리 측정기와 화재 통제 시스템으로 인해 날씨가 좋을 때 일부 상쇄되었다.
이탈리아 해군에는 해군항공대가 없었다. 최고사령부는 이탈리아 해군이 지중해에서만 활동할 것이기 때문에 그들의 함정이 비행장에서 결코 멀리 떨어져 있지 않을 것이고, 따라서 해군항공대을 육성하는 데 필요한 시간과 자원은 다른 곳으로 향할 수 있다고 생각했다. 이것은 여러 차례 문제가 있음이 드러났다. 전쟁 초기에 이탈리아인들은 항공모함 아퀼라와 스파르비에로를 건조하고 있었지만, 둘 다 완성되지 않았다. 마지막으로 자국내 석유 매장량의 부족과 그에 따른 석유 부족으로 인해 대규모 함대 작전이 막혔다.

## 같이 보기
- 이탈리아 왕국 육군